# Dimiao, Bohol
Dimiao là đô thị hạng 5 ở tỉnh Bohol, Philippines. Theo điều tra dân số năm 2007, đô thị này có dân số 14.187 người. Dimiao tọa lạc ở bờ biển nam của tỉnh.

## Các đơn vị hành chính
Dimiao về mặt hành chính được chia thành 35 khu phố (barangay).
| - Abihid - Alemania - Baguhan - Bakilid - Balbalan - Banban - Bauhugan - Bilisan - Cabagakian - Cabanbanan - Cadap-agan - Cambacol - Cambayaon - Canhayupon - Canlambong - Casingan - Catugasan - Datag - Guindaguitan - Guingoyuran - Ile - Lapsaon - Limokon Ilaod - Limokon Ilaya - Luyo - famous for their Imelda Beach - Malijao - Oac - Pagsa - Pangihawan - Sawang - famous for their Ruins known as Imelda Ruins - Puangyuta - famous for their red soil - Tangohay - famous for their sanctuary and beautiful St. Joseph Chapel - Taongon Cabatuan - Tawid Bitaog - Taongon Can-andam |